# 사이고 마사카즈
사이고 마사카즈(일본어: 西郷正員, 1593년 ~ 1638년 12월 19일)는 에도 시대 전기의 하타모토, 다이묘이다. 아와 도조 번 초대 번주를 지냈다. 사이고 이에카즈의 4남으로 시모사국 오유미에서 태어났다.

## 같이 보기
- 사이고노쓰보네 - 마사카즈의 양고모

|  | 제1대 도조 번 번주 (사이고가) 1620년 ~ 1638년 | 후임 사이고 노부카즈 |